# Marie-Jo Zarb
Marie-Jo Zarb ist eine französische Liedtexterin, Theaterproduzentin und Regisseurin.

## Leben

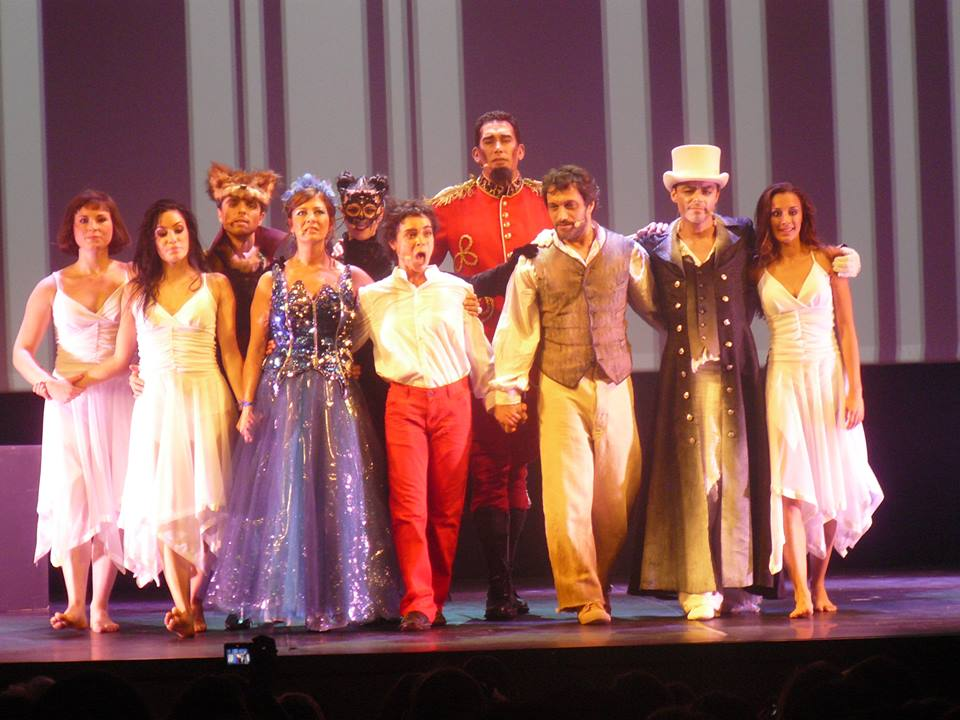
Pinocchio (2013)

Marie-Jo Zarb traf Bruno Pelletier im Jahr 1993 und schrieb mehrere Lieder für ihn. Nach dieser ersten positiven Erfahrung arbeitete sie mit der Band Native und mit Francis Lai für das Musical Les Sales Gosses zusammen. Anschließend arbeitete sie im Auftrag der Plattenfirma Sony und schrieb für Herbert Léonard, Larusso oder, unter anderem, die Sol en Si Kunstlerin.
Im Jahr 2000 traf sie Pascal Obispo sowie Lionel Florence und arbeitete mit der Gruppe der Autoren und Komponisten von Atletico zusammen. Sie schrieb  unter anderem für Patrick Fiori, Lââm, Julie Zenatti, Tina Arena, Patricia Kaas und Florent Pagny.
Im Jahr 2009 beteiligte sie sich an der französischen Bearbeitung des Musicals Zorro mit Laurent Ban in der Titelrolle. Im Jahr 2010 gründete sie mit Sylvain Bonnet die Produktionsgesellschaft Aeternalis Music. Sie sitzt in der Variétéskommission der SACEM und leitet Schreibworkshops der Music Academy International in Nancy.
Im Jahr 2013 schrieb und produzierte sie Pinocchio, das Musical für das Théâtre de Paris nach dem Roman von Carlo Collodi. Die Musik stammt von Moria Nemo; Pablo Villafranca, Nuno Resende, Sophie Delmas und Vanessa Cailhol spielen die Hauptrollen.
Im Jahr 2014 wurde Marie Jo Zarb für das Lied Couper les liens der Preis der musikalen Kreation zuerkannt.

## Texte und Interpreten
- 1995: Je n'attends plus demain, Lié par le sang, Pris au piège, En manque de toi, Ailleurs c'est comme ici – Bruno Pelletier
- 1995: Sans différences, sans contre-jour – Album Sol En Si
- 1998: Regarde-moi, Une autre histoire – Herbert Léonard
- 1999: Vivre sa vie, S'en aller, Personne n'est à personne – Bruno Pelletier
- 1999: Rien ne peut séparer, Si le ciel, Come back to me – Larusso
- 2000: Matin de blues, Saoul de mes dessous – Gunvor
- 2000: Juste une raison encore – Patrick Fiori
- 2000: Tout s'en va, Pour y croire encore – Julie Zenatti
- 2001: On n'oublie pas d'où l'on vient – Florent Pagny et Pascal Obispo
- 2001: Laissez nous croire, Que l'amour nous garde, Une vie ne suffit pas – Lââm
- 2001: Juste pour quelqu'un, Après, Tout le monde pleure – Pablo Villafranca
- 2001: Si je ne t'aimais pas – Tina Arena
- 2002: On s'en va – Christiana Marocco
- 2002: Tant qu'il nous reste – Cylia
- 2002: Là où tu rêves – Jenifer
- 2002: Les diamants sont solitaires – Natasha Saint-Pier
- 2003: J'avais quelqu'un, Quand aimer ne suffit pas – Natasha Saint-Pier
- 2003: Je regarde là-haut – Thierry Amiel
- 2003: Jure-moi, Être une femme – Nolwenn Leroy
- 2003: Tant que tu vis – Solidarité inondations
- 2003: Tu pourras dire – Patricia Kaas
- 2004: Grandir c'est te dire que je t'aime – Natasha Saint-Pier
- 2004: Tu m'as donné – Laetizia
- 2005: Tant que tu es – Daniel Lévi
- 2006: Je peux tout quitter – Natasha Saint-Pier
- 2006: J'irai chanter – Nouvelle Star
- 2008: Tu pourras dire – Tina Arena
- 2008: Des funambules – Murray Head
- 2010: La vie n'attend pas – Myriam Abel
- 2012: Peut-être – Bruno Pelletier
- 2012: Te revoir – George Perris
- 2013: Ça me suffira, L'amour à mort, Après la passion – Lisa Angell

Quelle:

## Musicals
- 1996: Les sales gosses von Francis Lai
- 2009: Zorro von Stephen Clark, Éric Taraud, Marie-Jo Zarb
- 2011: 80 jours : Un pari est un pari, von Marie-Jo Zarb und Moria Némo, regie Marie-Jo Zarb
- 2013–2014: Pinocchio, le spectacle musical, von Marie-Jo Zarb und Moria Némo, regie Marie-Jo Zarb
- 2014: Aladin, le spectacle musical, von David Rozen und Marie-Jo Zarb - Zénith d’Orléans